# Karahüyük, Pazarcık
Karahüyük là một xã thuộc huyện Pazarcık, tỉnh Kahramanmaraş, Thổ Nhĩ Kỳ. Dân số thời điểm năm 2010 là 564 người.